# George Horine
George Leslie Horine (Escondido, 3 februari 1890 – Modesto, 28 november 1948) was een Amerikaanse atleet, die zich had gespecialiseerd in het hoogspringen. Hij sprong tweemaal een wereldrecord en was de eerste atleet die over 2 meter sprong.

## Loopbaan
Horine ontwikkelde de zogenaamde Westelijke Rol, een nieuwe sprongtechniek die de door de Amerikaan William Page in 1894 geïntroduceerde Schaarsprong opvolgde, en verbeterde hiermee op 28 mei 1912 het wereldrecord tot 2,00 m. Dit record hield twee jaar stand, toen zijn landgenoot Edward Beeson het tot 2,01 verbeterde.
Horine vertegenwoordigde de Verenigde Staten op de Olympische Spelen van Stockholm in 1912 en was hier wegens zijn wereldrecord de grote favoriet. In Stockholm kwam zijn kunnen vanwege de slechte weersomstandigheden - de aanloop was doorweekt en bestrooid met turf - niet uit de verf en hij sprong daardoor niet hoger dan 1,89, wat toch nog goed genoeg was voor het brons achter zijn landgenoot Alma Richards (goud) en de Duitser Hans Liesche (zilver). Hij nam ook deel aan het honkbal.
In 1915 werd George Horine Amerikaans kampioen hoogspringen. Hij nam in zijn sportcarrière in totaal deel aan 64 wedstrijden, waarvan hij er 59 won. Ook sprong hij zeventienmaal hoger dan 3'6" (= 1,903 m).

## Titels
- Amerikaans kampioen hoogspringen - 1915

### Wereldrecords
| Hoogte (m) | Datum         | Plaats    |
| ---------- | ------------- | --------- |
| 1,98       | 29 maart 1912 | Palo Alto |
| 2,00       | 28 mei 1912   | Palo Alto |

## Palmares

### hoogspringen
- 1912:  OS - 1,89 m